# Диллинген-ан-дер-Донау (район)
Диллинген-ан-дер-Донау (нем. Dillingen an der Donau) — район в Германии. Центр района — город Диллинген-ан-дер-Донау. Район входит в землю Бавария. Подчинён административному округу Швабия. Занимает площадь 792,3 км². Население — 95 596 чел. Плотность населения — 121 человек/км².
Официальный код района — 09 7 73.
Район подразделяется на 27 общин.

## Города и общины

Муниципалитеты района Диллинген-ан-дер-Донау (Бавария)

### Города
1. Вертинген (8856)
2. Гундельфинген-ан-дер-Донау (7859)
3. Диллинген-ан-дер-Донау (18 729)
4. Лауинген (10 987)
5. Хёхштедт-ан-дер-Донау (6768)

### Ярмарки
1. Айслинген (1407)
2. Биссинген (3612)
3. Виттислинген (2398)

### Общины
1. Баххагель (2410)
2. Бехинген-ан-дер-Бренц (1302)
3. Бинсванген (1338)
4. Блиндхайм (1694)
5. Буттенвизен (5757)
6. Глётт (1125)
7. Зиргенштайн (3607)
8. Лаугна (1553)
9. Лутцинген (959)
10. Мёдлинген (1006)
11. Мёдинген (1348)
12. Филленбах (1265)
13. Финнинген (1630)
14. Хаунсхайм (1611)
15. Хольцхайм (3765)
16. Цёшинген (760)
17. Циртхайм (1026)
18. Цузамальтхайм (1303)
19. Швеннинген (1475)

### Объединения общин
В районе находятся шесть муниципальных сообществ с 23 общинами

#### Административное сообществоВертинген
1. Бинсванген (1338)
2. Вертинген (8856)
3. Лаугна (1553)
4. Филленбах (1265)
5. Цузамальтхайм (1303)

#### Административное сообществоВиттислинген
1. Виттислинген (2398)
2. Мёдинген (1348)
3. Циртхайм (1026)

#### Административное сообществоГундельфинген-ан-дер-Донау
1. Бехинген-ан-дер-Бренц (1302)
2. Гундельфинген-ан-дер-Донау (7859)
3. Мёдлинген (1006)
4. Хаунсхайм (1611)

#### Административное сообществоЗиргенштайн
1. Баххагель (2410)
2. Зиргенштайн (3607)
3. Цёшинген (760)

#### Административное сообществоХёхштедт-ан-дер-Донау
1. Блиндхайм (1694)
2. Лутцинген (959)
3. Финнинген (1630)
4. Хёхштедт-ан-дер-Донау (6768)
5. Швеннинген (1475)

#### Административное сообществоХольцхайм
1. Айслинген (1407)
2. Глётт (1125)
3. Хольцхайм (3765)

## Население
По оценке на 31 декабря 2015 года население района Диллинген-ан-дер-Донау составляет 94 575 чел. 

| Дата      | 1840  | 1871  | 1900  | 1925  | 1939  | 1950  | 1961  | 1970  | 1987  | 2011  |
| --------- | ----- | ----- | ----- | ----- | ----- | ----- | ----- | ----- | ----- | ----- |
| Население | 51275 | 51817 | 53042 | 56896 | 56289 | 82047 | 76180 | 78787 | 80209 | 93308 |

| Год       | 1960  | 1970  | 1980  | 1990  | 2000  | 2009  | 2010  | 2011  | 2012  | 2013  | 2014  | 2015  |
| --------- | ----- | ----- | ----- | ----- | ----- | ----- | ----- | ----- | ----- | ----- | ----- | ----- |
| Население | 75604 | 78743 | 78194 | 83421 | 93773 | 94009 | 93539 | 93212 | 93122 | 93129 | 93478 | 94575 |